# مسجد قراملک
مسجد جامع قراملک مربوط به دوره صفوی است که در دوره قاجار بازسازی و توسعه یافته است و در تبریز، قراملک، خیابان وحدت، خیابان نهضت، میدان تاریخی حسینیه واقع شده و این اثر در تاریخ ۳ خرداد ۱۳۸۶ با شمارهٔ ثبت ۱۹۱۸۷ به‌عنوان یکی از آثار ملی ایران به ثبت رسیده است.